# Fernando Piragine Niveyro
Fernando Bartolomé Piragine Niveyro (Empedrado, Provincia de Corrientes; 24 de agosto de 1913 -  Ciudad de Buenos Aires; 14 de agosto de 1964) fue un político argentino, representante de la Unión Cívica Radical (UCR).
Fue Gobernador de la Provincia de Corrientes en el período de 1958 a 1962. También fue Senador Provincial y Diputado Nacional por Corrientes. Tras la división de la UCR, que dio paso a la creación de la Unión Cívica Radical del Pueblo (agrupación que terminara siendo reconocida como la UCR original) y la Unión Cívica Radical Intransigente (UCRI, que terminaría dividido entre el Partido Intransigente y el Movimiento de Integración y Desarrollo -MID-), acompañó a este último bando del cual también fuera parte su comprovinciano y amigo Arturo Frondizi, elegido como Presidente de la República Argentina en 1958. Durante sus gestiones como Gobernador, primero, y como diputado Nacional después, impulsó la creación del Puente General Manuel Belgrano para poder establecer una segunda unión entre la Mesopotamia argentina y el resto de la República Argentina, fue el propulsor de la creación del Aeropuerto Internacional de Corrientes, ubicado en la periférica barriada de Camba Punta, en la ciudad de Corrientes. 
Falleció sorpresivamente el 14 de agosto de 1964 en la ciudad de Buenos Aires, durante una sesión de la Cámara de Diputados, mientras emitía un enérgico discurso en defensa del ya derrocado presidente Frondizi.
Varias calles de distintas ciudades correntinas llevan su nombre, como así también el Aeropuerto Internacional que el mismo proyectó e inauguró: Aeropuerto Internacional Doctor Fernando Piragine Niveyro. A su vez, en uno de los pilares de uno de los obenques del Puente General Belgrano, ubicado en la margen correntina, una placa de bronce recuerda e inmortaliza su trabajo por la concreción de esta obra vial.

## Biografía

### Primeros años
Piragine Niveyro nació el 24 de agosto de 1913 en la ciudad ribereña de Empedrado, a orillas del Río Paraná, en la Provincia de Corrientes. Hijo de don Natalio de Jesús Piragine y de doña Rosario Niveyro, fue el séptimo de 13 hermanos, 8 varones y 5 mujeres.
En sus primeros años de vida, Fernando vivió junto a los suyos en su ciudad natal donde cursó sus estudios primarios. Una vez finalizada su instrucción, comenzó a desarrollarse de manera nómade, cursando sus estudios secundarios a la ciudad de Corrientes y una vez finalizados estos, procuraría la carrera de odontología en la Universidad Nacional de Tucumán, abandonando la misma al poco tiempo. En la ciudad de Buenos Aires cambiaría su orientación hacia la abogacía, carrera que culminó con éxito en 1944 en la Universidad de Buenos Aires. Una vez recibido, regresó a su provincia natal para iniciar su carrera como político, dentro de la UCR.

### Su comienzo en política
[[Archivo:Piragine_Niveyro_infarto.png|thumb|270px|left|Piragine Niveyro es atendido en la Cámara de Diputados luego de sufrir el infarto que acabó con su vida, 14 de agosto de 1964.
Al regresar a Corrientes, Piragine inició su carrera política afiliándose al partido que representara a su familia: la Unión Cívica Radical. A través de ella, Piragine intentaría hacer valer su idea de poder lograr el desarrollo y avance provincial, encarando un estilo de política progresista. Durante esos años en los cuales además de hacer política y ejercer su profesión, fundó un pequeño periódico al cual dio el nombre de "La Calle", mediante el cual comenzaría a hacerse conocido dentro del ambiente. Su carrera tomaría su primer gran ascenso personal al obtener en 1947 una banca en la Cámara de Diputados de la Provincia de Corrientes, siendo legislador de esa cámara baja provincial hasta 1952. Tras finalizar ese mandato, continuó su carrera dentro del Senado de la Provincia de Corrientes, siendo elegido como senador Provincial.
Sin embargo, en 1955 el congreso nacional es clausurado por el golpe de Estado que instauró la dictadura militar autodenominada Revolución Libertadora a nivel nacional, lo que le hizo perder ese honor, como a todos los representantes constitucionales de la República Argentina. Durante la veda constitucional, se desempeñó como profesor de historia en el Colegio Nacional Gral. San Martín de Corrientes y como profesor de Derecho Procesal Civil en la Facultad de Derecho de la novel Universidad Nacional del Nordeste, creada en 1956.

### La división de la UCR y su llegada a la Gobernación

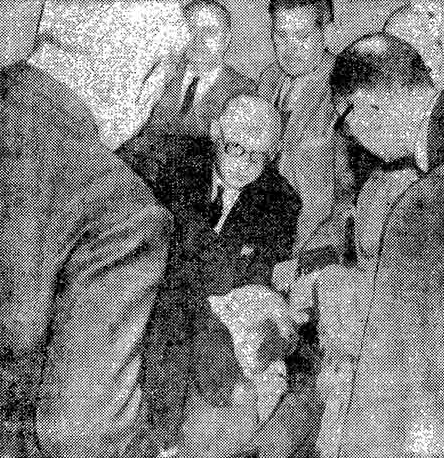
Piragine Niveyro es atendido por sus compañeros en la Cámara de Diputados luego de sufrir el infarto que acabó con su vida, 14 de agosto de 1964.

La caída del gobierno nacional de Juan Domingo Perón en 1955 crearía divisiones dentro de la Unión Cívica Radical por un lado radicales de pensamiento  conservador que se mostraron de acuerdo con la dictadura de la Revolución Libertadora justificándolo; mientras que en la otra vereda se encontraban radicales con ideas parcialmente concordantes con las implementadas por el derrocado peronismo. 
Asimismo, una vez consumado el golpe de Estado y posterior exilio de Perón, la dictadura autodenominada "Libertadora" iniciaría un proceso de  proscripción al peronismo de las futuras elecciones a realizarse en 1958. Esta decisión fue plenamente acompañada por los radicales conservadores y enérgicamente rechazada por los radicales desarrollistas. Tales posturas terminarían llevando al quiebre de la UCR, creándose la Unión Cívica Radical del Pueblo (sector liderado por Ricardo Balbín y al que respondía el radicalismo conservador) y la Unión Cívica Radical Intransigente (sector liderado por Arturo Frondizi considerado como el "radicalismo rebelde" ya que sus ideas concordaban con las de Perón).
Piragine Niveyro se identificaba con el pensamiento de la UCRI, facción del radicalismo a la cual se integraría acompañando a Arturo Frondizi, quien además de correligionario suyo también era su comprovinciano (Frondizi nació en Paso de los Libres). Enlistado dentro de la UCRI y acompañando a la fórmula presidencial Arturo Frondizi-Alejandro Gómez, Piragine hizo lo propio en Corrientes presentándose como candidato a gobernador, acompañado por Félix María Gómez y recibiendo amplio apoyo de parte de sus partidarios y de la cúpula peronista correntina, que era manejada desde la clandestinidad por Julio Romero. Al igual que su amigo y correligionario Frondizi a nivel Nacional, Piragine Niveyro obtendría el triunfo para la Unión Cívica Radical Intransigente, convirtiéndose el 23 de febrero de 1958 en el nuevo Gobernador de Corrientes.